# Batalla de Benevento (275 a. C.)
La batalla de Benevento se libró en el 275 a. C. y fue la última batalla entre las fuerzas de Pirro de Epiro (con sus aliados samnitas) y las legiones romanas, comandadas por el cónsul Manio Curio Dentato. Se desconoce el número de soldados en los dos ejércitos.

## Desarrollo
No se tienen muchos datos de la batalla, pero Pirro y sus tropas se encontraban debilitadas debido a la guerra en Sicilia y sus victorias pírricas sobre los romanos, por lo que sus hombres estaban desmoralizados. Además, los romanos habían aprendido a neutralizar a los elefantes, los verdaderos artífices de las victorias de Pirro, mediante flechas que en su punta tenían cera ardiendo, por lo que en la batalla de Benevento los elefantes se desbandaron aplastando a amigos y enemigos. Aunque la batalla no se decidió para ningún bando, Pirro perdió a sus mejores tropas, y en esa época en una batalla se debía tener las mínimas bajas, por lo que tuvo que regresar a Epiro. A resultas de ello, los samnitas fueron finalmente sometidos y toda la Magna Grecia se perdió, aunque sus ciudades mantuvieron sus privilegios con la condición de que juraran lealtad a Roma.
Los romanos nunca pudieron vencer a Pirro en una batalla, pero sí consiguieron desgastarlo y ganar la guerra a uno de los mejores generales de la Edad Antigua. Las guerras pírricas demostraron la superioridad de las legiones romanas frente a las falanges macedonias, debido a su mayor movilidad. Nunca más los helenos tendrían un general tan capacitado para enfrentarse a Roma.